# Lista odcinków serialu Zaklinacze koni
Poniżej znajduje się lista odcinków serialu telewizyjnego Zaklinacze koni (oryg. Heartland), emitowanego przez kanadyjską stację telewizyjną CBC od 14 października 2007. W Polsce emitowany przez stację AXN White od 1 października 2013 (powtórki na kanale AXN Spin od 12 maja 2014).

## Przegląd serii
| Seria | Seria | Odcinki | Oryginalna emisja    | Oryginalna emisja | Oryginalna emisja    | Oryginalna emisja    | Oryginalna emisja |
| Seria | Seria | Odcinki | Premiera serii       | Finał serii       | Premiera serii       | Finał serii          |                   |
| ----- | ----- | ------- | -------------------- | ----------------- | -------------------- | -------------------- | ----------------- |
|       | 1     | 13      | 14 października 2007 | 24 lutego 2008    | 1 października 2013  | 17 października 2013 |                   |
|       | 2     | 18      | 5 października 2008  | 22 marca 2009     | 18 października 2013 | 12 listopada 2013    |                   |
|       | 3     | 18      | 4 października 2009  | 28 marca 2010     | 23 kwietnia 2014     | 20 maja 2014         |                   |
|       | 4     | 18      | 26 września 2010     | 27 marca 2011     | 21 maja 2014         | 17 czerwca 2014      |                   |
|       | Film  | Film    | 12 grudnia 2010      | 12 grudnia 2010   | 3–4 czerwca 2014     | 3–4 czerwca 2014     |                   |
|       | 5     | 18      | 18 września 2011     | 25 marca 2012     | 18 czerwca 2014      | 11 lipca 2014        |                   |
|       | 6     | 18      | 16 września 2012     | 7 kwietnia 2013   | 17 kwietnia 2015     | 13 maja 2015         |                   |
|       | 7     | 18      | 6 października 2013  | 13 kwietnia 2014  | 14 maja 2015         | 10 czerwca 2015      |                   |
|       | 8     | 18      | 28 września 2014     | 29 marca 2015     | –                    | –                    |                   |
|       | 9     | 18      | 4 października 2015  | 20 marca 2016     | –                    | –                    |                   |
|       | 10    | 18      | 2 października 2016  | 26 marca 2017     | –                    | –                    |                   |
|       | 11    | 18      | 24 września 2017     | 8 kwietnia 2018   | –                    | –                    |                   |

## Seria 1 (2007–2008)
| Nr | #  | Tytuł               | Reżyseria     | Scenariusz                 | Premiera (CBC)       | Premiera (AXN White) |
| -- | -- | ------------------- | ------------- | -------------------------- | -------------------- | -------------------- |
| 1  | 1  | Coming Home         | Dean Bennett  | Leila Basen, David Preston | 14 października 2007 | 1 października 2013  |
| 2  | 2  | After the Storm     | Ron Murphy    | Heather Conkie             | 21 października 2007 | 2 października 2013  |
| 3  | 3  | Breaking Free       | Ron Murphy    | Heather Conkie             | 28 października 2007 | 3 października 2013  |
| 4  | 4  | Taking Chances      | Steve DiMarco | Leila Basen, David Preston | 4 listopada 2007     | 4 października 2013  |
| 5  | 5  | The Best Laid Plans | Steve DiMarco | Heather Conkie             | 2 grudnia 2007       | 7 października 2013  |
| 6  | 6  | One Trick Pony      | Don McBrearty | Leila Basen, David Preston | 9 grudnia 2007       | 8 października 2013  |
| 7  | 7  | Come What May       | Don McBrearty | Leila Basen, David Preston | 6 stycznia 2008      | 9 października 2013  |
| 8  | 8  | Out of the Darkness | Dean Bennett  | Heather Conkie             | 13 stycznia 2008     | 10 października 2013 |
| 9  | 9  | Ghost from the Past | Dean Bennett  | Leila Basen, David Preston | 20 stycznia 2008     | 11 października 2013 |
| 10 | 10 | Born to Run         | Ron Murphy    | Leila Basen, David Preston | 3 lutego 2008        | 14 października 2013 |
| 11 | 11 | Thicker Than Water  | Ron Murphy    | Leila Basen, David Preston | 10 lutego 2008       | 15 października 2013 |
| 12 | 12 | Rising From Ashes   | Don McBrearty | Heather Conkie             | 17 lutego 2008       | 16 października 2013 |
| 13 | 13 | Coming Together     | Don McBrearty | Heather Conkie             | 24 lutego 2008       | 17 października 2013 |

## Seria 2 (2008–2009)
| Nr | #  | Tytuł                   | Reżyseria       | Scenariusz                 | Premiera (CBC)       | Premiera (AXN White) |
| -- | -- | ----------------------- | --------------- | -------------------------- | -------------------- | -------------------- |
| 14 | 1  | Ghost Horse             | T.W. Peacocke   | Heather Conkie             | 5 listopada 2008     | 18 października 2013 |
| 15 | 2  | Letting Go              | T.W. Peacocke   | Leila Basen, David Preston | 12 listopada 2008    | 21 października 2013 |
| 16 | 3  | Gift Horse              | Ron Murphy      | Leila Basen, David Preston | 19 listopada 2008    | 22 października 2013 |
| 17 | 4  | Dancing in the Dark     | Ron Murphy      | Heather Conkie             | 26 listopada 2008    | 23 października 2013 |
| 18 | 5  | Corporate Cowgirls      | Tim Southam     | Heather Conkie             | 2 października 2008  | 24 października 2013 |
| 19 | 6  | Holding Fast            | Tim Southam     | Susin Nielsen              | 9 października 2008  | 25 października 2013 |
| 20 | 7  | Sweetheart of the Rodeo | Steve DiMarco   | Leila Basen, David Preston | 16 października 2008 | 28 października 2013 |
| 21 | 8  | Summer's End            | Don McBrearty   | Heather Conkie             | 29 października 2008 | 29 października 2013 |
| 22 | 9  | Showdown!               | Sudz Sutherland | Leila Basen, David Preston | 7 grudnia 2008       | 30 października 2013 |
| 23 | 10 | True Enough             | Sudz Sutherland | Heather Conkie             | 4 stycznia 2009      | 31 października 2013 |
| 24 | 11 | Starstruck!             | Dean Bennett    | Leila Basen, David Preston | 11 stycznia 2009     | 1 listopada 2013     |
| 25 | 12 | Divorce Horse           | Dean Bennett    | Heather Conkie             | 18 stycznia 2009     | 4 listopada 2013     |
| 26 | 13 | Seismic Shifts          | T.W. Peacocke   | Susin Nielsen              | 8 lutego 2009        | 5 listopada 2013     |
| 27 | 14 | Do or Die               | T.W. Peacocke   | Mark Haroun                | 15 lutego 2009       | 6 listopada 2013     |
| 28 | 15 | Dark Horse              | Dean Bennett    | Leila Basen, David Preston | 1 marca 2009         | 7 listopada 2013     |
| 29 | 16 | The Ties That Bind      | Dean Bennett    | Penny Gummerson            | 8 marca 2009         | 8 listopada 2013     |
| 30 | 17 | Full Circle             | Don McBrearty   | Penny Gummerson            | 15 marca 2009        | 11 listopada 2013    |
| 31 | 18 | Step By Step            | Don McBrearty   | Heather Conkie             | 22 marca 2009        | 12 listopada 2013    |

## Seria 3 (2009–2010)
| Nr | #  | Tytuł                       | Reżyseria     | Scenariusz                 | Premiera (CBC)       | Premiera (AXN White) |
| -- | -- | --------------------------- | ------------- | -------------------------- | -------------------- | -------------------- |
| 32 | 1  | Miracle                     | Steve DiMarco | Heather Conkie             | 4 października 2009  | 23 kwietnia 2014     |
| 33 | 2  | Little Secrets              | Steve DiMarco | Leila Basen, David Preston | 11 października 2009 | 24 kwietnia 2014     |
| 34 | 3  | Man's Best Friend           | Dean Bennett  | Heather Conkie             | 18 października 2009 | 25 kwietnia 2014     |
| 35 | 4  | The Haunting of Hanley Barn | Dean Bennett  | Mark Haroun                | 25 października 2009 | 28 kwietnia 2014     |
| 36 | 5  | Glory Days                  | Don McBrearty | Leila Basen, David Preston | 1 listopada 2009     | 29 kwietnia 2014     |
| 37 | 6  | Growing Pains               | Don McBrearty | Susin Nielsen              | 8 listopada 2009     | 30 kwietnia 2014     |
| 38 | 7  | The Starting Gate           | Grant Harvey  | David Moses                | 15 listopada 2009    | 5 maja 2014          |
| 39 | 8  | The Fix                     | Grant Harvey  | Penny Gummerson            | 22 listopada 2009    | 6 maja 2014          |
| 40 | 9  | Broken Arrow                | Ron Murphy    | Leila Basen, David Preston | 6 grudnia 2009       | 7 maja 2014          |
| 41 | 10 | Eye of the Wolf             | Ron Murphy    | Heather Conkie             | 3 stycznia 2010      | 8 maja 2014          |
| 42 | 11 | Catch and Release           | T.W. Peacocke | Mark Haroun                | 10 stycznia 2010     | 9 maja 2014          |
| 43 | 12 | The Reckoning               | T.W. Peacocke | Penny Gummerson            | 17 stycznia 2010     | 12 maja 2014         |
| 44 | 13 | Quarantine                  | Grant Harvey  | Ken Craw                   | 24 stycznia 2010     | 13 maja 2014         |
| 45 | 14 | The Happy List              | Chris Potter  | Heather Conkie             | 31 stycznia 2010     | 14 maja 2014         |
| 46 | 15 | Second Chances              | Dean Bennett  | Susin Nielsen              | 7 marca 2010         | 15 maja 2014         |
| 47 | 16 | Spin Out                    | Dean Bennett  | Leila Basen, David Preston | 14 marca 2010        | 16 maja 2014         |
| 48 | 17 | Ring of Fire                | Steve DiMarco | Leila Basen, David Preston | 21 marca 2010        | 19 maja 2014         |
| 49 | 18 | In The Cards                | Steve DiMarco | Heather Conkie             | 28 marca 2010        | 20 maja 2014         |

## Seria 4 (2010–2011)
| Nr | #  | Tytuł                  | Reżyseria         | Scenariusz                                                     | Premiera (CBC)       | Premiera (AXN White) |
| -- | -- | ---------------------- | ----------------- | -------------------------------------------------------------- | -------------------- | -------------------- |
| 50 | 1  | Homecoming             | Grant Harvey      | Heather Conkie                                                 | 26 września 2010     | 21 maja 2014         |
| 51 | 2  | What Dreams May Become | Grant Harvey      | Ken Craw                                                       | 3 października 2010  | 22 maja 2014         |
| 52 | 3  | Road Curves            | Dean Bennett      | Heather Conkie                                                 | 10 października 2010 | 23 maja 2014         |
| 53 | 4  | Graduation             | Dean Bennett      | Mark Haroun                                                    | 17 października 2010 | 26 maja 2014         |
| 54 | 5  | Where The Truth Lies   | John Fawcett      | Susin Nielsen                                                  | 24 października 2010 | 27 maja 2014         |
| 55 | 6  | Win, Place or Show     | John Fawcett      | Leila Basen, David Preston                                     | 7 listopada 2010     | 28 maja 2014         |
| 56 | 7  | Jackpot!               | T.W. Peacocke     | Leila Basen, David Preston                                     | 14 listopada 2010    | 29 maja 2014         |
| 57 | 8  | One Day                | T.W. Peacocke     | Mark Haroun                                                    | 21 listopada 2010    | 30 maja 2014         |
| 58 | 9  | Local Hero             | Grant Harvey      | Leila Basen, David Preston                                     | 5 grudnia 2010       | 2 czerwca 2014       |
| 59 | 10 | Mood Swings            | Grant Harvey      | Heather Conkie                                                 | 2 stycznia 2011      | 5 czerwca 2014       |
| 60 | 11 | Family Business        | Francis Damberger | Ken Craw                                                       | 9 stycznia 2011      | 6 czerwca 2014       |
| 61 | 12 | Lost Song              | Francis Damberger | Heather Conkie                                                 | 16 stycznia 2011     | 9 czerwca 2014       |
| 62 | 13 | The Road Home          | Eleanore Lindo    | Mark Haroun                                                    | 23 stycznia 2011     | 10 czerwca 2014      |
| 63 | 14 | Leap of Faith          | Eleanore Lindo    | Andrew Wreggitt                                                | 13 lutego 2011       | 11 czerwca 2014      |
| 64 | 15 | The River              | Chris Potter      | Leila Basen, David Preston                                     | 27 lutego 2011       | 12 czerwca 2014      |
| 65 | 16 | Never Surrender        | Chris Potter      | Will Pascoe, Leila Basen, Ken Craw, Mark Haroun, David Preston | 6 marca 2011         | 13 czerwca 2014      |
| 66 | 17 | Burning Down the House | Dean Bennett      | Leila Basen, David Preston                                     | 13 marca 2011        | 16 czerwca 2014      |
| 67 | 18 | Passages               | Dean Bennett      | Heather Conkie                                                 | 27 marca 2011        | 17 czerwca 2014      |

## Film (2010)
| Tytuł                 | Reżyseria    | Scenariusz     | Premiera (CBC)  | Premiera (AXN White) |
| --------------------- | ------------ | -------------- | --------------- | -------------------- |
| A Heartland Christmas | Dean Bennett | Heather Conkie | 12 grudnia 2010 | 3–4 czerwca 2014     |

## Seria 5 (2011–2012)
| Nr | #  | Tytuł                         | Reżyseria    | Scenariusz                       | Premiera (CBC)       | Premiera (AXN White) |
| -- | -- | ----------------------------- | ------------ | -------------------------------- | -------------------- | -------------------- |
| 68 | 1  | Finding Freedom               | John Fawcett | Heather Conkie                   | 18 września 2011     | 18 czerwca 2014      |
| 69 | 2  | Something In The Night        | John Fawcett | David Preston                    | 25 września 2011     | 19 czerwca 2014      |
| 70 | 3  | What's In the Name?           | Grant Harvey | Leila Basen                      | 2 października 2011  | 20 czerwca 2014      |
| 71 | 4  | Beyond Hell's Half Mile       | Grant Harvey | Leila Basen                      | 16 października 2011 | 23 czerwca 2014      |
| 72 | 5  | Never Let Go                  | Dean Bennett | Heather Conkie                   | 23 października 2011 | 24 czerwca 2014      |
| 73 | 6  | The Slippery Slope            | Dean Bennett | Heather Conkie                   | 30 października 2011 | 25 czerwca 2014      |
| 74 | 7  | Over the Rise                 | Tina Grewal  | Ken Craw                         | 13 listopada 2011    | 26 czerwca 2014      |
| 75 | 8  | Nothing for Granted           | Tina Grewal  | Mark Haroun                      | 20 listopada 2011    | 27 czerwca 2014      |
| 76 | 9  | Cover Me                      | Grant Harvey | Leila Besen, David Preston       | 4 grudnia 2011       | 30 czerwca 2014      |
| 77 | 10 | Trust                         | Grant Harvey | Heather Conkie                   | 8 stycznia 2012      | 1 lipca 2014         |
| 78 | 11 | Fool's Gold                   | Dean Bennett | Mark Haroun                      | 15 stycznia 2012     | 2 lipca 2014         |
| 79 | 12 | Road to Nowhere               | Dean Bennett | Ken Craw                         | 22 stycznia 2012     | 3 lipca 2014         |
| 80 | 13 | Aftermath                     | Chris Potter | Leila Basen                      | 12 lutego 2012       | 4 lipca 2014         |
| 81 | 14 | Working On A Dream            | Chris Potter | David Preston                    | 26 lutego 2012       | 7 lipca 2014         |
| 82 | 15 | Breaking Down and Building Up | Grant Harvey | Heather Conkie                   | 4 marca 2012         | 8 lipca 2014         |
| 83 | 16 | Wild Horses                   | Grant Harvey | Jessalyn Coombe, Andrew Wreggitt | 11 marca 2012        | 9 lipca 2014         |
| 84 | 17 | True Calling                  | Dean Bennett | Mark Haroun                      | 18 marca 2012        | 10 lipca 2014        |
| 85 | 18 | Candles in the Wind           | Dean Bennett | Heather Conkie                   | 25 marca 2012        | 11 lipca 2014        |

## Seria 6 (2012–2013)
| Nr  | #  | Tytuł                        | Reżyseria        | Scenariusz     | Premiera (CBC)       | Premiera (AXN White) |
| --- | -- | ---------------------------- | ---------------- | -------------- | -------------------- | -------------------- |
| 86  | 1  | Running Against the Wind     | Stefan Scaini    | Heather Conkie | 16 września 2012     | 17 kwietnia 2015     |
| 87  | 2  | Crossed Signals              | Stefan Scaini    | Heather Conkie | 23 września 2012     | 20 kwietnia 2015     |
| 88  | 3  | Keeping Up Appearances       | Dean Bennett     | Ken Craw       | 30 września 2012     | 21 kwietnia 2015     |
| 89  | 4  | The Natural                  | Dean Bennett     | Leila Basen    | 7 października 2012  | 22 kwietnia 2015     |
| 90  | 5  | Trial Run                    | Grant Harvey     | David Preston  | 28 października 2012 | 23 kwietnia 2015     |
| 91  | 6  | Helping Hands                | Grant Harvey     | Mark Haroun    | 4 listopada 2011     | 24 kwietnia 2015     |
| 92  | 7  | Life is a Highway            | Jim Donovan      | Leila Basen    | 11 listopada 2012    | 27 kwietnia 2015     |
| 93  | 8  | Do The Right Thing           | Jim Donovan      | Mark Haroun    | 2 grudnia 2012       | 28 kwietnia 2015     |
| 94  | 9  | Great Expectations           | Dean Bennett     | Heather Conkie | 9 grudnia 2012       | 29 kwietnia 2015     |
| 95  | 10 | The Road Ahead               | Dean Bennett     | Heather Conkie | 6 stycznia 2013      | 30 kwietnia 2015     |
| 96  | 11 | Blowing Smoke                | T.W. Peacocke    | Ken Craw       | 13 stycznia 2013     | 4 maja 2015          |
| 97  | 12 | Playing With Fire            | T.W. Peacocke    | David Preston  | 20 stycznia 2013     | 5 maja 2015          |
| 98  | 13 | Waiting For Tomorrow         | Chris Potter     | Leila Basen    | 10 lutego 2013       | 6 maja 2015          |
| 99  | 14 | Lost and Gone Forever        | Chris Potter     | David Preston  | 17 lutego 2013       | 7 maja 2015          |
| 100 | 15 | After All We’ve Been Through | Stephen Reynolds | Mark Haroun    | 3 marca 2013         | 8 maja 2015          |
| 101 | 16 | Born to Buck                 | Stephen Reynolds | Ken Craw       | 24 marca 2013        | 11 maja 2015         |
| 102 | 17 | Breaking Point               | Dean Bennett     | Mark Haroun    | 31 marca 2013        | 12 maja 2015         |
| 103 | 18 | Under Pressure               | Dean Bennett     | Heather Conkie | 7 kwietnia 2013      | 13 maja 2015         |

## Seria 7 (2013–2014)
| Nr  | #  | Tytuł                        | Reżyseria        | Scenariusz          | Premiera (CBC)       | Premiera (AXN White) |
| --- | -- | ---------------------------- | ---------------- | ------------------- | -------------------- | -------------------- |
| 104 | 1  | Picking Up the Pieces        | David Frazee     | Heather Conkie      | 6 października 2013  | 14 maja 2015         |
| 105 | 2  | Living the Moment            | David Frazee     | Heather Conkie      | 13 października 2013 | 15 maja 2015         |
| 106 | 3  | Wrecking Ball                | Stefan Scaini    | Leila Basen         | 20 października 2013 | 18 maja 2015         |
| 107 | 4  | The Penny Drops              | Stefan Scaini    | David Preston       | 27 października 2013 | 19 maja 2015         |
| 108 | 5  | Thread the Needle            | Jim Donovan      | Ken Craw            | 3 listopada 2013     | 20 maja 2015         |
| 109 | 6  | Now or Never                 | Jim Donovan      | Mark Haroun         | 10 listopada 2013    | 21 maja 2015         |
| 110 | 7  | Best Man                     | Chris Potter     | Mark Haroun         | 17 listopada 2013    | 22 maja 2015         |
| 111 | 8  | Hotshot                      | Chris Potter     | David Preston       | 1 grudnia 2013       | 25 maja 2015         |
| 112 | 9  | There but for Fortune        | Dean Bennett     | Heather Conkie      | 8 grudnia 2013       | 26 maja 2015         |
| 113 | 10 | Darkness and Light           | Dean Bennett     | Heather Conkie      | 12 stycznia 2014     | 27 maja 2015         |
| 114 | 11 | Better Days                  | Stephen Reynolds | Leila Basen         | 19 stycznia 2014     | 28 maja 2015         |
| 115 | 12 | Walking Tall                 | Stephen Reynolds | Katherine Schlemmer | 26 stycznia 2014     | 29 maja 2015         |
| 116 | 13 | Lost Highway                 | Eleanore Lindo   | David Preston       | 9 marca 2014         | 1 czerwca 2015       |
| 117 | 14 | Things We Lost               | Eleanore Lindo   | Mark Haroun         | 16 marca 2014        | 2 czerwca 2015       |
| 118 | 15 | Smoke 'n' Mirrors            | Grant Harvey     | Leila Basen         | 23 marca 2014        | 3 czerwca 2015       |
| 119 | 16 | The Comeback Kid             | Grant Harvey     | Pamela Pinch        | 30 marca 2014        | 8 czerwca 2015       |
| 120 | 17 | On the Line                  | Dean Bennett     | Mark Haroun         | 6 kwietnia 2014      | 9 czerwca 2015       |
| 121 | 18 | Be Careful What You Wish For | Dean Bennett     | Heather Conkie      | 13 kwietnia 2014     | 10 czerwca 2015      |